# Claravis pretiosa
La tortolita azulada (Claravis pretiosa) es una especie de ave, la única del género columbiforme Claravis de la familia de los y colúmbidos. Es nativa de
América Central y del Sur (residente desde el norte de Argentina, el noroeste de Perú  y en Trinidad , hasta el sureste de México). Su hábitat consiste en bosques y sabanas. No tiene subespecies reconocidas.

## Historia taxonómica
Claravis fue propuesto en el año 1899 por Harry Church Oberholser, para reemplazar al género Peristera Swainson, 1827 el cual ya estaba ocupado por un gasterópodo descrito en el año 1815 por C. S. Rafinesque. La especie tipo es Columba cinerea Temminck, 1811, hoy Claravis pretiosa (Ferrari-Pérez, 1886).
El género incluyó varias especies hasta que dos estudios efectuados mediante análisis filogenéticos moleculares demostraron que Claravis no era monofilético, al comprender dos linajes, uno de ellos incluía una única especie, (Claravis pretiosa) y al ser la especie tipo del género Claravis este pasó a ser monotípico, creándose para incluir a las restantes un nuevo género: Paraclaravis.

## Galería

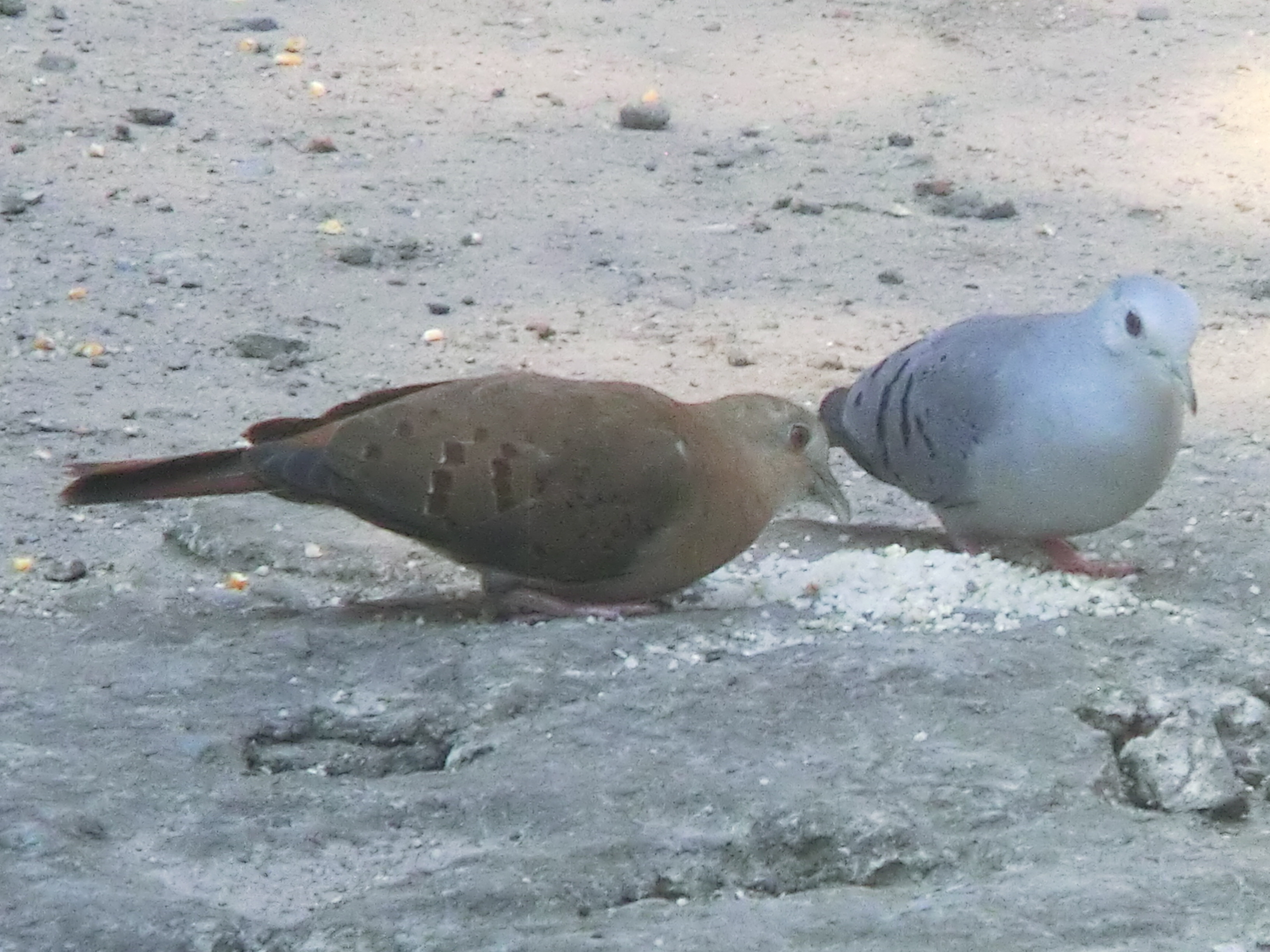
Pareja de Claravis Pretiosa